# Phenacoccus defectus
Phenacoccus defectus är en insektsart som beskrevs av Ferris 1950. Phenacoccus defectus ingår i släktet Phenacoccus och familjen ullsköldlöss. Inga underarter finns listade i Catalogue of Life.